# Asandalum holdhausi
Asandalum holdhausi är en mångfotingart som beskrevs av Carl Graf Attems. Asandalum holdhausi ingår i släktet Asandalum och familjen knöldubbelfotingar. Inga underarter finns listade i Catalogue of Life.